# 訊息流行病
訊息流行病（英語：Infodemic，或称为信息疫情）是指关于某种事物（如疾病）的准确資訊與不准确資訊一同被現代網路迅速和广泛地传播。由於事实和谣言的魚龍混雜，人们很难真正了解有關某種事物的正確的基本信息，可能导致人们在認識該疾病或需要尋求帮助时，找不到正确指引反可能被虚假信息所误导，從而發生防疫破口或社會動亂，並造成疫情惡化。

## 历史
2003年SARS疫情期間，訊息流行病的英文Infodemic一詞就已出現，在2019冠状病毒病疫情时該詞又被重新提及，例如2020年3月31日，联合国和世界卫生组织就又开始提到訊息流行病一词。
2020年10月，英国皇家学会和英国科学院在发表的一份联合报告中谈到訊息流行病时表示：「2019冠状病毒病疫苗的開展面临着一个信息不对称的问题，人們往往接受了错误的信息，其特点是：(1)对科学的不信任；(2)对制药公司和政府的不信任；(3)過度簡化的解釋；(4)意氣用事；(5)回声室效应。